# Rhizocarpon rapax
Rhizocarpon rapax är en lavart som beskrevs av V. Wirth & Poelt. Rhizocarpon rapax ingår i släktet Rhizocarpon och familjen Rhizocarpaceae.   Inga underarter finns listade i Catalogue of Life.